# Drahelčice
Drahelčice település Csehországban, Nyugat-prágai járásban. Drahelčice Rudná, Chrustenice, Nenačovice és Úhonice településekkel határos. Lakosainak száma 1566 fő (2024. január 1.).

## Népesség
A település lakosságának változását az alábbi diagram mutatja:
| Lakosok száma | 339  | 403  | 492  | 492  | 414  | 402  | 963  | 1045 | 1270 | 1566 |
|               | 1869 | 1890 | 1921 | 1950 | 1980 | 2001 | 2017 | 2019 | 2022 | 2024 |